# Ana Kokkinos
Ana Kokkinos (née le 3 août 1958) est une réalisatrice et scénariste de films et programmes télés d'origine grecque. Née à Melbourne, elle a travaillé comme avocate de société avant d'entamer sa carrière dans le cinéma. Elle a depuis réalisé trois longs métrages et deux courts métrages qui lui ont valu de nombreux prix. La cinéaste a également réalisé des émissions de télévision comme Nos vies secrètes et Le Temps de Nos Vies.
Le Guardian a écrit : « L'œuvre cinématographique de Kokkinos est parmi les plus percutantes du cinéma australien ».

## Carrière

### Début
En 1991, elle est admise dans le cursus « films et programmes de télévision » du Victorian College of the Arts.
Sa carrière commence avec un court film en noir et blanc, Antamosi (1992), qu'elle réalise pendant sa première année d'école de cinéma. Le film examine les relations au sein d'une famille de migrants à travers trois générations de femmes. Issue d'une famille d'immigrants grecs, Kokkinos aborde souvent les thèmes de l'identité et de la famille dans son œuvre.[réf. nécessaire].
Son film suivant est un moyen métrage de 50 minutes intitulé Only The Brave (1994), qui a remporté plusieurs prix. On y suit Alex (Elena Mandalis), personnage impuissant face à sa meilleure amie Vicki (Dora Kaskanis), victime de ses tendances auto-destructrices.

### 1998-1999: Succès deDe plein fouet
Dans son premier long métrage, De plein fouet (1998), Kokkinos explore la relation entre la ville et l'individu. Proche d'un « road movie » (Mad Max 1979) où le récit suit le voyage des protagonistes vers leur destination, un « street film » suit les personnes dans leurs errances dans les rues de la ville. De plein fouet suit Ari, un adolescent gréco-australien qui erre dans les rues de Melbourne. Ari doit jongler entre son identité gay et l'identité que sa famille attend de lui.
Dans une interview pour le Los Angeles Times, la cinéaste a déclaré que De plein fouet a divisé la communauté grecque australienne : « Ce qu'il fait, c'est ouvrir un dialogue entre les jeunes Grecs et leurs parents. Ce que le film a fait, c'est qu'il a fait tomber les barrières ».
Le film est adapté du roman Loaded de Christos Tsiolkas. De plein fouet a reçu de nombreuses distinctions partout dans le monde, dont celui du Meilleur Premier long métrage au San Francisco International Lesbian and Gay Film Festival (Frameline) ainsi que du Meilleur Film du Milan International Lesbian and Gay Film Festival.

### Années 2000-aujourd'hui: la poursuite des travaux
The Book of Revelation (2006) a également été adapté d'un roman du même nom écrit par Rupert Thomson. Ce film continue de développer le genre du « street film », comme De plein fouet. Dans The Book of Revelation, Daniel, le protagoniste, sort s'acheter des cigarettes. Il est enlevé par trois femmes masquées qui abuseront de lui physiquement et émotionnellement. The Book of Revelation a été nommé par l'Australian Film Institute dans la catégorie Meilleur Scénario.
Le dernier film de Kokkinos, Blessed (2009), traite de la relation complexe entre une mère et son enfant sur une période de 24 heures. Blessed a été nommé en 2009 par l'Australian Film Institute dans la catégorie le Meilleur Adaptation.

## Vie privée
La jeune femme se rend compte de son homosexualité à l'âge de 15 ans. Dans une interview pour le Los Angeles Times, elle déclare: « Je suis passée par un cheminement très long avant de pouvoir m'accepter. Ce n'était pas facile, mais je pense que ça ne l'est pour personne. »
Bien qu'elle s'identifie comme lesbienne, Kokinos rejette l'étiquette de « cinéaste lesbienne ». Dans la même interview pour LA Times, elle dit : « J'ai la capacité de représenter toutes sortes de personnages à l'écran et de raconter une variété d'histoires de toutes sortes d'une façon convaincante et intéressante pour un public le plus large possible ».

## Filmographie sélective
- 1992 : Anatamosi
- 1994 : Only the Brave
- 1998 : De plein fouet
- 2006 : The Book of Revelation
- 2009 : Blessed (en)